# أدرينوميدولين
أدرينوميدولين (اختصارًا ADM أو AM) هو هرمون عديد الببتيد موسّع للأوعية الدموية، لا تزال أهميته وعلاقته بصحة الإنسان غير معروفةِِ تحديدََا. تم عزله لأول مرّةِِ في عام 1993 من وَرَمُ القواتِم وهو ورم في لب الكَظر (الغدّة الكظرية).
يُشَفَّر هرمون الأدرينوميدولين عن طريق جين الأدرينوميدولين ADM، ولدى جميع أنسجة الجسم القدرة على إنتاج هرمون الأدرينوميدولين، بالإضافة إلى أنه يفرَز في الدورة الدموية. في عام 2002 تم عزل هرمون ببتيدي مشابه للأدرينوميدولين من الفئران وأُطلِق عليه اسم أدرينوميدولين2.

## الوظيفة
قد يعمل الأدرينوميدولين كهرمون يتحكم في الدورة الدموية لأنه يتواجد في الدم بتراكيز كبيرة.  حُدد في البداية على أنه موسِّع للأوعية الدموية، زَعَم البعض أيضًا بأنه أقوى ببتيد موسِّع للأوعية داخلي المنشأ في الجسم.  قد تنشأ الاختلافات في الرأي فيما يتعلق بقدرة الأدرينوميدولين (AM) على توسيع الأوعية الدموية من الاختلافات في نظام النموذج المستخدم.
تشمل التأثيرات الأخرى لـ AM تحفيز نمو أوعية دموية جديدة (تخَلُّق الأوعِية) وزيادة تحمُّل الخلايا للإجهاد التأكسدي وإصابة نقص الأكسجة.  يُنظر إلى الأدرينوميدولين على أنّ لهُ تأثيرًا إيجابيًّا في أمراض عدّة منها ارتفاع ضغط الدم واحتشاء عضلة القلب وداء الانسداد الرئوي المزمن وأمراض القلب والأوعية الدموية الأخرى، في حين يمكن اعتباره عاملًا سلبيًّا في تقوية قدرة الخلايا السرطانية على زيادة المَدَدُ الدمَوي وبالتالي زيادة التكاثر الخلوي للخلايا السرطانية.

## التركيب الببتيدي
يتكوَّن الأدرينوميدولين من 52 حمضََا أمينيََا، ويحتوي على رابطة ثنائية السلفيد واحدة بين جزيئاته، كما وُجِدَ أنه يشابه الببتيد المرتبط بجين الكالسيتونين (CGRP). يتم إنتاجه من البريبروادرينوميدولين (preproadrenomedullin)، حيث يتكون من 185 حمضََا أمينيََا، ويمكن تحطيمه بواسطة أنزيم الكاليكريين في بلازما الدم عن طريق كسر الرابطة بين الحمضين الأمينيين أرجنين-لايسين والرابطة بين الحمضين الأمينيين أرجنين-أرجنين. وُجِد عن طريق تحليل لطخة نورثرن| لطخة الرنا (RNA blot) أنه يتم إنتاج الرنا المرسال للأدرينوميدولين في جميع أنسجة الإنسان، ويتم إنتاجه بشكل أكبر في خلايا المشيمة، الخلايا الدُّهنية، الرئة، جزر البنكرياس، الخلايا العضلية الملساء، و خلايا الجلد.
يوجد الجين المشفِّر للأدرينوميدولين على موقع كروموسومي واحد على الكروموسوم 11 في الإنسان، ويتكون من 4 إكسونات و3 إنترونات. يُشَفِّر جين الأدرينوميدولين في البداية 185 حمضََا أمينيََا كـ سلف ببتيدي (ببتيد غير ناضج)، والذي يُقَطَع بعدها ليعطي مجموعة من سلاسل الببتيدات، تشمل 53 حمضََا أمينيََا غير فعّال للأدرينوميدولين، e PAMP، أدرينوتينسين، وAM95-146. أَمَا الأدرينوميدولين الناضج فَيَتِم تنشيطه إلى 52 حمضََا أمينيََا، وست أحماض أمينية حلقيَة، والتي تتشارك نسبيّا في خصائصها البِنائيّة مع عائلة الكالسيتونين من الببتيدات المنظِّمة (كالسيتونين، الببتيد المرتبط بجين الكالسيتونين CGRP، والأميلين). يتكون هرمون الأدرينوميدولين الموجود في الدم من جزءِِ مُتَأَيِّدِِ (amidated) نشط والذي يشكِّل ما نسبته 15%، وجزء جليكوزيلي مرتبط بالسكر (glycated) غير نشط ويشكِّل ما نسبته 85%. للأدرينوميدولين في بلازما الدم عمر نصف حيوي يعادل 22 دقيقة. ومعدل التصفية له يصل إلى 274 مل/كغم/دقيقة، وحجم تَوَزُّع ما بين 880 ± 150 مل/كغم.

## المستقبلات
يرتبط الأدرينوميدولين بمجموعة مختلفة من المستقبلات; تشمل مستقبلات شبيه مستقبل الكالسيتونين (CALCRL)، بالإضافة إلى البروتين المعدِّل لنشاط المستقبل2 (RAMP2) أو البروتين المعدِّل لنشاط المستقبل3 (RAMP2)، (واللذان يُعرَفان بمستقبلات AM1 وAM2 على التوالي). كلا النوعين من المستقبلات يعمل على تحويل الإشارة الناتجة عن ارتباط الهرمون بالمُستقبِل إلى تأثير خلوي عن طريق سلسلة من الرُّسُل الثواني الذين يعملون على نقل الإشارة داخل الخلية. مستقبل AM2 لديه أُلفَة أقل للببتيد المرتبط بجين الكالسيتونين (CGRP)، ولكن ليس لذلك أهمية فسيولوجية.
وعلى عكس المفهوم التَّقليدي في إرسال المُستقبل للإشارات، بِكَونِ ربيطة واحدة للمُستَقبِل الواحد، فحتى يُحدِث الأدرينميدولين تأثيره على الخلية، يجب الإرتباط بكلا نوعي المستقبلات شبيه مستقبل الكالسيتونين (CALCRL) والبروتين المعدِّل لنشاط المستقبل (RAMP); حيث لا يستطيع هرمون الأدرينوميدولين إحداث تأثير خَلَوي باتصاله بإحدى أنواع المستقبلات فقط. ارتباط الأدرينوميدولين بمستقبلاته يعمل على زيادة تركيز أحادي فوسفات الأدينوسين الحلقي (cAMP) وأحادي أكسيد النيتروجين داخل الخلية.
قبل اكتشاف مستقبلات البروتين المعدِّل لنشاط المستقبل (RAMP)، وقبل تحديد المستقبلات غير متطابقة الوحدات لعائلة الكالسيتونين من الببتيدات، اكتُشِف نوع من أنواع مستقبلات الأدرينوميدولين وهو مستقبل مقترن بالبروتين ج، ولكن التقارير الحديثة شكّكت بأهمية هذا المستقبل في وظيفة الأدرينوميدولين. وفي أبحاث تَلَت ما سَبق، اكتُشِف دور AM1 و AM2 من مستقبلات الأدرينوميدولين عبر دراسات تمَّت على فئران معدلة جينيََّا. وَجَدَت أن تعطيل الجين المسؤول عن إنتاج الأدرينوميدولين في المرحلة الجنينية كان قاتلََا، حيث تسبب بالوفاة لجنين الفأر في منتصف فترة الحمل نتيجة لحدوث ما يسمّى باستسقاء الجنين.
في إحدى فصائل الفئران التي سميت بـ CALCRL KO أو CLR KO والتي عُطِّل فيها جين ال CALCRL، ظَهًر عليها نفس التأثير القاتل لفقدان الجين والذي تسبب بوفاة الجنين، (كما وأثبتت هذه التجربة عن طريق الصدفة عدم وجود أهمية فسيولوجية لمستقبل الأدرينوميدولين المقترن بالبروتين ج الذي تم اكتشافه سابقََا). وفي نوع آخر من الفئران التي سمِّيَت بـ RAMP2 KO والتي عُطِّل فيها جين الRAMP2 وُجِدَ أن نشاطها الفسيولوجي قد تأثر بشكل كبير; حيث تسبب في خلل في العظام، وفي الغدد الثديية وجهاز الغدد الصماء، مما أدى إلى ظهور مشاكل في الخصوبة والرضاعة.
أما ما كان مثيرََا للتعجُّب فهو أن تعطيل جين RAMP3 لم يحدث أي تأثيراتِِ سلبية ملحوظة، بل على العكس، فقد لوحِظ أنَّ هذه الطفرة كانت مفيدة من حيث أنها أدَّت بِشكل ما إلى زيادة كثافة العظام، وقللت من زيادة الوزن مع التقدّم في العمر.